# Miroslav Vilhar

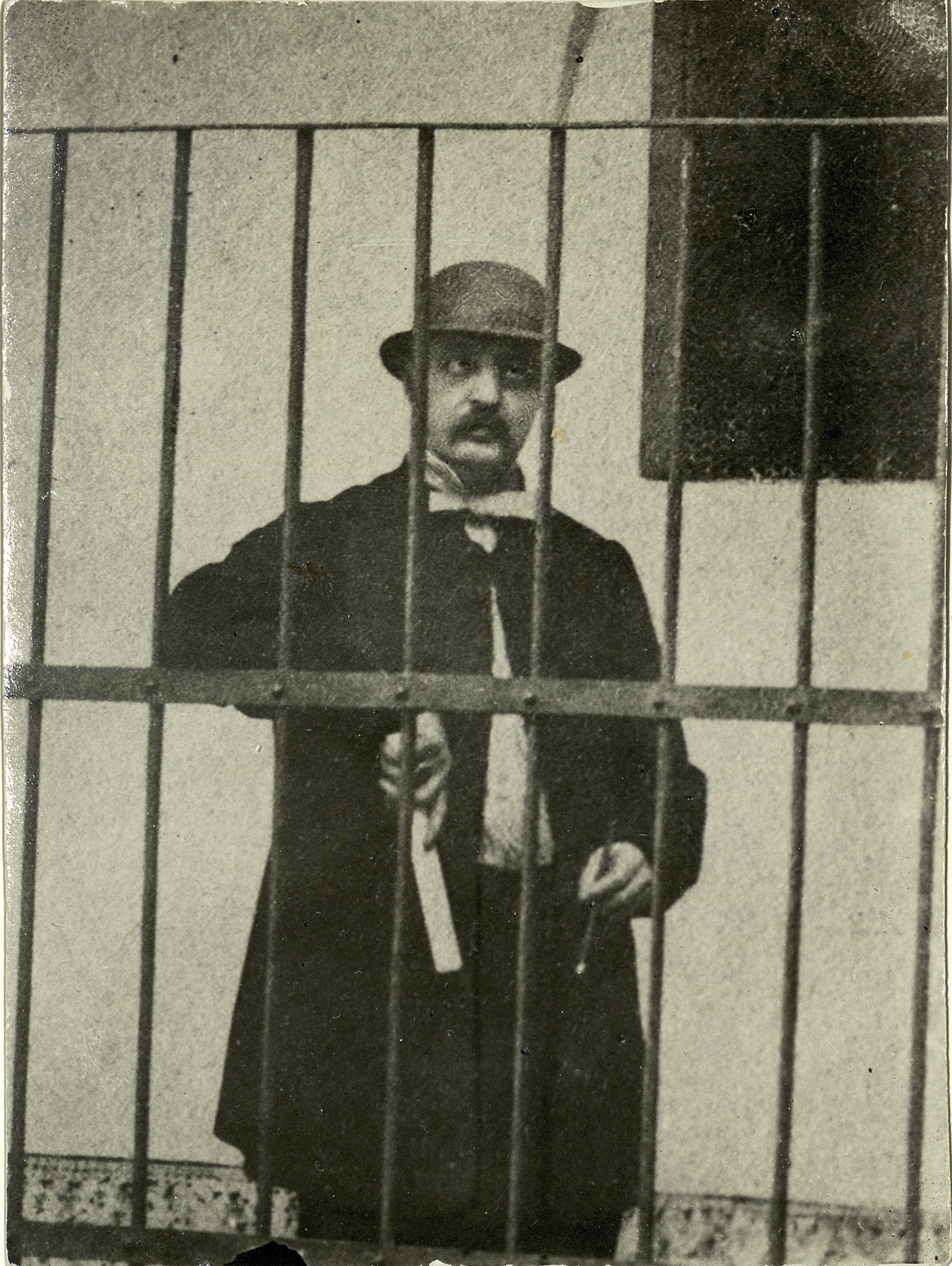
Miroslav Vilhar

Miroslav Vilhar (Planina pri Rakeku, 7 september 1818 - kasteel Kalc in Knežak bij Ilirska Bistrica, 6 augustus 1871) was een Sloveens dichter, componist en politicus. 
Vilhar bezocht het lyceum in Ljubljana en studeerde aansluitend rechten aan de universiteit van Graz en de universiteit Wenen. Na afsluiting van zijn studie, keerde hij terug naar Primorska. Vanaf 1843 woonde hij op kasteel Kalc bij Knežak, waarvan hij eigenaar was geworden na de dood van zijn vader. Zijn politieke opvattingen werden steeds meer bepaald door het opkomende panslavisme. Als burgemeester van Knežak organiseerde hij tijdens de maartrevolutie van 1848 een Sloveense garde in Senožeče en sindsdien sprak hij zich steeds duidelijk uit voor het recht op Sloveense zelfbeschikking binnen de grenzen van de monarchie.    
Twee jaar lang engageerde Vilhar de schrijver Fran Levstik op kasteel Kalc als huisonderwijzer voor zijn kinderen. Onder invloed van Levstik besloot Miroslav Vilhar te verhuizen naar Ljubljana. Daar gaf hij het initiatief tot een aantal politieke activiteiten, zoals de oprichting van het politieke blad "Naprej". In 1861 werd hij verkozen voor de landdag. Vilhar bleef steeds verbonden met zijn bezit in Knežak; zo organiseerde Vilhar hij er op 9 mei 1869 de tabor, een massademonstratie voor het Sloveense zelfbeschikkingsrecht. 
In deze tijd begon hij met het schrijven van gedichten, die in verschillende Sloveense tijdschriften werden gepubliceerd. In 1860 gaf hij zijn eerste dichtbundel uit. Hij was verder nog geïnteresseerd in muziek, zo schreef hij een aantal composities, waaronder 25 aria's, stukken voor piano en koor.
- Gemeinsame Normdatei: 1198821604
- International Standard Name Identifier: 0000 0000 8051 6373
- Library of Congress Control Number: n2019020831
- Nationale Bibliotheek van Tsjechië: mzk2010581480
- Nationale en Universitaire bibliotheek Zagreb: 000101943
- Virtual International Authority File: 122003965
- WorldCat: E39PBJtCy63yGKVQ6TB9HBmDbd